# Адріаніхтові
Адріаніхтові (Adrianichthyidae) — родина акантоперих риб ряду сарганоподібні (Beloniformes). Зустрічаються в прісних і солонуватих водах від Індії до Японії і на Індо-Австралійського архіпелагу, в першу чергу на острові Сулавесі. Відомо близько 32 видів в двох родах, деякі дуже рідкісні та зникаючі, а 2-4 види, можливо, вже вимерли.

## Медака
До роду медака, або оризія (Oryzias) включають близько 30 видів. Оризії поширені в струмках, болотах, на рисових полях, у прісних і солонуватих водах Японії, Китаю, Філіппін, Індокитаю, Індії й Індонезії. Вони відрізняються від коропозубих довгим анальним плавцем і невисувною верхньою щелепою. Медака японська (Oryzias latipes), довжиною 3-4 см, відкладає 500–800 ікринок. Ікринки сферичні, оболонка їх покрита липкими ниткоподібними виростами. Запліднені ікринки порціями по 12-35 штук якийсь час звисають із черевця в самицы у вигляді обкутаним слизом виноградного грона, потім самиця-несучка розсіює ікринки по водяних рослинах. Тривалість життя медаки 1-2 роки; цю рибку часто тримають в акваріумах у Японії, Америці і Європі.

## Адріаніхт
Живучі тільки в озерах острова Сулавесі адріаніхти (Adrianichthys) відрізняються плоскою формою рила й більшим невисувним ротом, що нагадує за формою плоский дзьоб качкодзьоба. Тіло в них покрито дуже дрібною лускою, вони досягають довжини 7,5-20 см і служать об'єктом промислу, що здійснюється в період їхнього нересту, у листопаді — січні. Піймані рибки викидають ікру, з якої відразу лупляться личинки-мальки. Біля поверхні води озера в цей час плаває безліч порожніх оболонок ікринок, покинутих мальками. В роді описано чотири види.